# Enrico Cavallaro
Enrico Cavallaro (* 9. August 1858 in Palermo; † 1895 in Palermo) war ein italienischer Maler auf Sizilien.

## Leben
Cavallaro wurde vom Vater, dem am Teatro Massimo tätigen Theatermaler Giuseppe Cavallaro (* 1832) geschult. Anschließend war er Schüler von Giovanni Lentini dem älteren. Meist arbeitete er mit dessen Sohn Rocco Lentini  (1858–1943) zusammen.
Er war hauptsächlich in Palermo als Buchillustrator und Dekorationsmaler in Adelspalästen und öffentlichen Gebäuden tätig.
Einer seiner Schüler war Giuseppe Enea (1853–1907).
Als Lehrer an der Kunstgewerbeschule von Palermo veröffentlichte er das Lehrbuch „Corso di Disegno ornamentale“.

## Werke (Auswahl)
- Palazzo Gangi-Valguarnera Palermo: Dekorative Fresken (mit Giovanni Lentini d. Ä.)
- Teatro Massimo (Palermo): Wandmalereien in der „sala del caffè“.
- Biblioteca Francescana (Palermo): Aquarelle im Manuskript Storia di Carnevale (gemeinsam mit Rocco Lentini).
- Galleria d’Arte Moderna (Palermo): Wandmalereien in zwei Ausstellungsräumen  im pompejanischen Stil (mit Rocco Lentini und Giuseppe Enea).
- Aquarelle im Buch La vita recitata (mit Rocco Lentini) Neuauflage Enzo Sellerio Editore. Palermo 1980.